# Mina din Chișinău
Mina din Chișinău SA este o întreprindere industrială de stat din municipiul Chișinău, Republica Moldova, care se ocupă cu extragerea pietrei calcaroase. 
Întreprinderea a fost înființată în anul 1969 și se află la periferia Chișinăului, în sectorul Rîșcani. Mina se întinde pe o distanță de 3 km. Din anii 1970 piatra, obținută aici a fost folosită pentru construcția orașului. În anii 1990 se extrăgeau până la 6000 m3 de piatră pe zi. Întreprinderea are în jur de 20 de angajați.
Din 4 septembrie 2013 șeful Minei din Chișinău este fostul ministru al tineretului și sportului al Republicii Moldova, Ion Cebanu. Până atunci director al întreprinderii a fost Maarif Raghimov. Începind cu anul 2015 directorul Minei este dl Sergiu Lungu, care a lucrat anterior de inginer-şef al intreprinderii.